# Marko Yli-Hannuksela

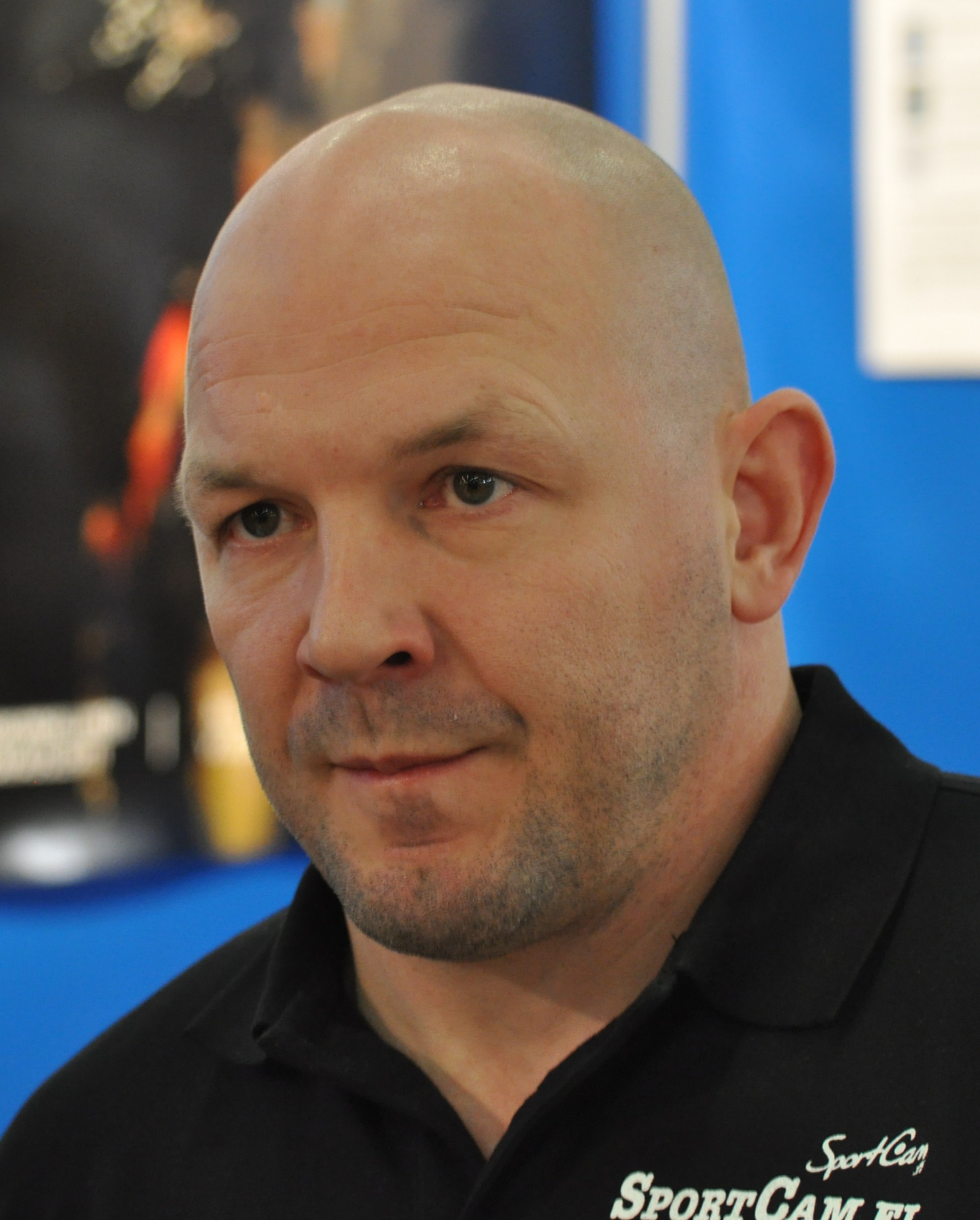
Marko Yli-Hannuksela (2013)

Marko „Myhi“ Juhani Yli-Hannuksela (* 21. Dezember 1973 in Ilmajoki, Südösterbotten) ist ein ehemaliger finnischer Ringer im griechisch-römischen Stil in der Klasse bis 74 kg. Er ist 1,70 m groß.

## Karriere
Yli-Hannuksela begann beim finnischen Verein Ilmajoen Kisailijat, wo er von seinem Vater Seppo Yli-Hannuksela trainiert wurde, mit dem Ringen. Später rang er auch in der Bundesliga für den AV Germania Markneukirchen und KSV Aalen. 2004 wurde er von den finnischen Journalisten zu Finnlands Sportler des Jahres gewählt.
Bei den Ringer-Weltmeisterschaften 1997 wurde Yli-Hannuksela als 15. der Olympischen Spiele im Vorjahr etwas überraschend Weltmeister. Bei den Olympischen Spielen 2000 und 2004 gewann er eine Bronze- und eine Silbermedaille im Weltergewicht. Im Vorfeld der Olympischen Sommerspiele 2008 in Peking litt Yli-Hannuksela an einer Verletzung und konnte so nicht an den Europameisterschaften 2008 in Tampere teilnehmen. Nach seiner Genesung verpasste er bei zwei Olympia-Qualifikationsturnieren knapp eine vierte Olympiateilnahme. Daraufhin beendete Yli-Hannuksela 2008 seine Karriere.
Marko Yli-Hannuksela hat mit seiner Frau Gita fünf Kinder und arbeitet als Zimmermann.

## Erfolge und Platzierungen

### Olympische Spiele
- 1996 in Atlanta: 15. (-68 kg), mit Sieg über Rustam Adschy, Ukraine und Niederlagen gegen Kamandar Madschidow, Belarus und Bisser Georgiew, Bulgarien

- 2000 in Sydney: Bronze (-76 kg), mit Siegen über Yvon Riemer, Frankreich, Bachtiar Baiseitow, Kasachstan, Jin-Soo Kim, Südkorea und David Manukyan, Ukraine und einer Niederlage gegen Murat Kardanow, Russland

- 2004 in Athen: Silber (-74 kg), mit Siegen über Katsuhiko Nagata, Japan, Danijar Kobonow, Kirgisistan, Filiberto Ascuy Aguilera, Kuba, Reto Bucher, Schweiz und einer Niederlage gegen Aleksandr Doxturishvili, Usbekistan

### Weltmeisterschaften
- 1994:  6. (-68 kg), hinter Islam Dugushiev, Russland, Ghani Yalouz, Frankreich, Bisser Georgiew, Ryszard Wolny, Polen und Waleri Nikitin, Estland
- 1995: 8. (-68 kg), hinter Rustam Adschy, Attila Repka, Ungarn, Jannis Zamanduridis, Deutschland, Ryszard Wolny, Tariel Melelaschwili, Georgien, Waleri Nikitin und Anders Magnusson, Schweden
- 1997: Gold (-76 kg), mit Siegen über Matt Lindland, USA, Dalibor Busic, Jugoslawien, Chee-Ho Han, Südkorea, Nazmi Avluca, Türkei und Tamás Berzicza, Ungarn
- 1998: 9. (-76 kg), mit Siegen über Dalibor Busic und Tamás Berzicza und Niederlagen gegen Filiberto Ascuy Aguilera, Kuba und Lewon Geghamjan, Armenien
- 1999: 10. (-76 kg), mit Siegen über Nazim Akhmedov, Aserbaidschan und Konstantin Schneider, Deutschland und einer Niederlage gegen Murat Kardanow, Russland
- 2001: 6. (-76 kg), mit Siegen über Tano Proshenski, Bulgarien, Taichi Suga, Japan und Arthur Michlkiewicz, Polen und einer Niederlage gegen Jin Soo Kim, Südkorea
- 2002: 9. (-74 kg), mit Siegen über Mohammad Babulfath, Schweden und Alberto Rucuero Garcia, Spanien und einer Niederlage gegen Badri Chassaia, Georgien
- 2003 in Créteil: 7. (-74 kg), mit Siegen über Reto Bucher, Schweiz, Ranbir Singh, Indien und Katsuhiko Nagata, Japan und einer Niederlage gegen Jin Soo Kim
- 2005 in Budapest: Bronze (-74 kg), mit Siegen über Roman Melyoshin, Kasachstan, Schultersieg gegen Edvin Abreu, Dominik. Rep., gewerteter Sieg gegen Ilgar Abdulov, Aserbaidschan, Reto Bucher, Schweiz und einer Niederlage gegen Mark Overgaard Madsen, Dänemark
- 2006 in Guangzhou: Silber (-74 kg), mit Siegen über Roman Meleshin, Kasachstan, Herrero Odelis, Kuba, T. C. Dantzler, USA, Manuchar Kwirkwelia, Georgien und einer Niederlage gegen Wolodymyr Schazkych, Ukraine
- 2007 in Baku: 15. (-74 kg), mit Siegen über Eerik Aps, Estland und Arsen Dschulfalakjan, Armenien und eine Niederlage gegen Julian Kwit, Polen

### Europameisterschaften
- 1994: 12. (-68 kg)
- 1995: Bronze (-68 kg)
- 1996: 5. (-68 kg)
- 1997: 4. (-69 kg)
- 1998: 7. (-76 kg)
- 1999: 6. (-76 kg)
- 2000: 12. (-76 kg)
- 2001: 9. (-76 kg)
- 2002: Bronze (-74 kg)
- 2003: 8. (-74 kg)
- 2007: 17. (-74 kg)

### Finnische Meisterschaften
Marko Yli-Hannuksela wurde achtmal finnischer Meister, nämlich in den Jahren 1994, 1995, 1997, 1998–2001 und 2005. Zudem wurde er 1993 und 2003 Vizemeister.